# 四川林鴞
四川林鴞（學名：Strix davidi）是一種貓頭鷹，主要分佈于中國青海、四川等地，《克萊門茨世界鳥類名錄》2015版認為它們是一個獨立的物種，但是國際鳥類聯盟以及世界自然保護聯盟卻認為它們是長尾林鴞的亞種。
2022年，基于四川林鸮（Strix davidi）与长尾林鸮（Strix uralensis）的羽色、鸣声没有太大区别，因而将二者重新合并为一种，从《中国鸟类名录》中移除四川林鸮（Scherzinger 2004, Scherzinger et al. 2014）。